# Sílaba

Representação da estrutura da formação da sílaba

Sílaba é uma emissão de voz completa, representada por um ou mais fonemas.

## Número de sílabas
As sílabas, agrupadas, formam vocábulos. De acordo com o número de sílabas que os formam, os vocábulos podem ser classificados da seguinte forma:
- monossílabos - apresentam uma sílaba: é, há, ás, cá, mar, flor, quem, quão.
- dissílabos - apresentam duas sílabas: vi-ver, de-ver, cla-ro, com-por, bô-nus.
- trissílabos - apresentam três sílabas: ca-ma-da, O-da-ir, pers-pi-caz, tungs-tê-nio, felds-pa-to, ca-va-lo
- polissílabos - apresentam quatro ou mais sílabas: bra-si-lei-ro, a-me-ri-ca-no, mo-nos-sí-la-bo, dis-sí-la-bo, psi-co-lo-gi-a, con-se-quên-cia, pa-ra-le-lo-gra-mo.

Na língua portuguesa, o número de sílabas de uma palavra corresponde ao número de vogais completas , pois cada sílaba deve ter somente uma única vogal, que pode estar acompanhada de consoantes e semivogais.

## Divisão silábica
Divisão silábica é uma forma de descobrir como a palavra é dividida. A divisão silábica obedece a algumas regras básicas. O conhecimento das regras de divisão silábica é útil para a translineação das palavras, ou seja, para separá-las no final das linhas e também para se realizar a correta acentuação da sílaba tônica. Quando houver necessidade da divisão, ela deve ser feita de acordo com as regras abaixo. Por motivos estéticos e de clareza, devem-se evitar vogais isoladas no final ou no início de linhas, como a-sa ou Urugua-i.
- ditongos e tritongos pertencem a uma única sílaba: au-tô-no-mo, ou-to-no, di-nhei-ro, U-ru-guai, i-guais.
- os hiatos são separados em duas sílabas: du-e-to, pro-i-bi-do, ca-a-tin-ga.
- os dígrafos ch, lh, nh, gu e qu pertencem a uma única sílaba: chu-va, mo-lha, es-ta-nho, guel-ra, a-que-la.
- as letras que formam os dígrafos rr, ss, sc, sç, xs, e xc devem ser separadas: bar-ro, as-sun-to, des-cer, nas-ço,ex-su-dar, ex-ce-to.
- os encontros consonantais que ocorrem em sílabas internas devem ser separados, excetuando-se aquelas em que a segunda consoante é l ou r: con-vic-ção, a-pli-ca-ção, as-tu-to, a-pre-sen-tar, ap-to, a-brir, cír-cu-lo, re-tra-to, ad-mi-tir, de-ca-tlo, ob-tu-rar. Exceção: ab-rup-to. Os grupos consonantais que iniciam palavras não são separáveis: gnós-ti-co, pneu-má-ti-co, mne-mô-ni-co.

## Sílaba tônica
Na língua portuguesa, o acento tônico recai mais frequentemente na penúltima sílaba, mas pode também cair na última ou na antepenúltima sílaba, e jamais situa-se em outra posição além destas. Em esperanto, ele sempre recai sobre a penúltima sílaba, e no aramaico bíblico, ele recai mais frequentemente na última sílaba. No aramaico, como em outras línguas semíticas, as sílabas começam por consoantes, seguidas de pelo menos um som vocálico, e podem terminar com uma vogal (sílaba aberta) ou com uma consoante (sílaba fechada).
As sílabas que não recebem acento tônico são chamadas de átonas. Na língua portuguesa, excluídas a tônica e a subtônica de uma palavra, suas demais sílabas são sempre átonas. A tonicidade das sílabas finais de palavras tem influência em sua variação fonética. No português brasileiro, os ditongos nasais de sílabas finais átonas estão sujeitos a variações fonéticas por redução da nasalidade (cantaram/cantaru), o que parece ser condicionado linguística e socialmente.
Na gramática, as palavras podem ser classificadas segundo a posição da sílaba tônica. Assim, elas são agudas, graves ou esdrúxulas. Em alternativa, podem ser chamadas oxítonas, paroxítonas e proparoxítonas, respectivamente. No Brasil, os segundos termos são os mais usados. Em Portugal, depende do contexto.
Os monossílabos átonos apoiam-se nos vocábulos vizinhos portadores de acento próprio, formando com eles vocábulos fonológicos,  que se pronunciam como grupos coesos de sílabas.

## Estrutura interna
Embora Chomsky & Halle (1968) tenham tratado da estrutura da sílaba em The Sound Pattern Of English, foi somente com trabalhos mais atuais de Selkirk (1982), Goldsmith  (1990), Blevins (1995), Hayes (1995) e Spencer (1996), que a estrutura da sílaba ganhou lugar de destaque nos estudos fonológicos. Apesar de esses autores possuírem divergências metodológicas, todos reconhecem a importância da sílaba no quadro teórico linguístico.
Sob essas perspectivas, a organização interna da sílaba obedece a parâmetros específicas de cada língua, ou seja, de acordo com a teoria de Chomsky de Princípios e Parâmetros (P&P) da Gramática Universal (GU), uma sílaba pode ter três elementos: ataque, núcleo e coda, e em cada língua, sua gramática define que segmento pode ocupar cada posição na estrutura da sílaba, além de estabelecer parâmetros, pelos quais, por exemplo, o ataque pode ser obrigatório e a coda, opcional.
As sílabas seguem alguns princípios organizacionais regidos por regras fonotáticas que permitem arranjos, sequencias adjacentes e hierarquicamente organizadas.
Conforme a teoria fonológica não-linear, a sílaba é composta de onset ou ataque; rima, onde estão localizados o núcleo e a coda, o que se pode comparar com o modelo de Mattoso Câmara no qual o ataque equivaleria à intensificação, a núcleo seria o ápice e a coda seria a redução:       

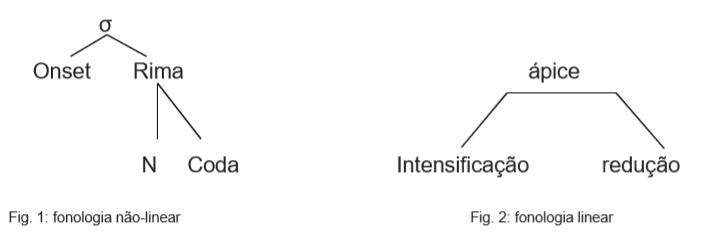
Estrutura silábica do português

BLEVINS (2006) detalha as partes que compõem a estrutura da sílaba perpassando por conceitos que esclarecem o comportamento dessas sílabas em cada língua específica:
1 – Silabas leves e pesadas
Em português, assim como em outras línguas, as sílabas podem ser classificadas como leves e pesadas:
Sílabas leves: CV, V, VC – quando não há ramificação do núcleo, ou como na teoria moraica, a sílaba é monomoraica.
Sílabas pesadas: CVV, CCVC, CCV, CVC, CCVCC,CCVVC, CVVV – quando há ramificação do núcleo, a sílaba é bimoraica.
2 – visão geral da tipologia silábica do português
A língua portuguesa é uma língua de onset simples e complexo opcionais, núcleo simples obrigatório e complexo opcional e coda simples opcional.
Na estrutura da sílaba em português o ataque podem ocorrer todas os segmentos consonantais, exceto os de interface ortográfica <h> e o <lh>, o qual ocorre apenas em ataque de sílaba interna. O núcleo é sempre ocupado por segmentos vocálicos ou a parte vocálica de um glaide. Na coda, só podem ocorrer os arquifonemas /S/, /N/ e as líquidas/ l / e / r /. 
Exemplo casas:         

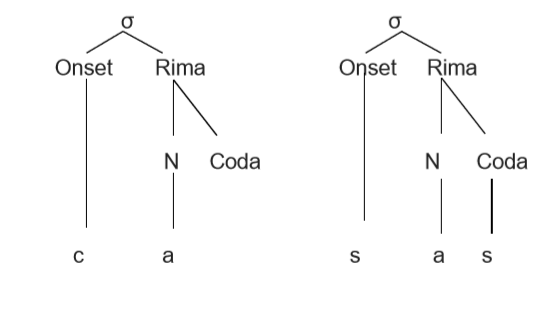
Palavra casas

3 – O argumento de Mattoso Câmara para o onset complexo e a coda em português.
Para Mattoso, fonologicamente, ocorrem dois tipos de segmentos consonantais na segunda posição do onset complexo / r / e / l / (C2 – plural, drama)   e quatro tipos de segmentos na posição de coda, quais sejam: os arquifonemas /S /(as várias fricativas referentes às variedades regionais para o último s de casas, /R / (os variados tipos de r referentes também às variedades regionais do português, a líquida  /l / ~ /w / - /W / (maldade, falsidade, papel, chapéu) e o segmento mais problemático , /N / (perspectiva, superstição, consciente, piscina)
O arquifonema /N /, segundo Mattoso tem de fazer parte do grupo de segmentos que ocupam a coda, embora esse segmento nem seja representado foneticamente, fonologicamente a nasalidade contrastiva está subjacente e os vários indícios confirmam isso.
1 – Na gênese da nasalidade em português as vogais nasais surgem como variantes das vogais orais:
a)   Consoante nasal antes de vocgal CnV  - mater > mãe
b)   Consoante nasal depois de vogal VCn  - campo [kãpu]
c)   Consoante nasal em fronteira de sílaba V.Cn – lana > lã
Nas exceções, luna >lua, persona > pessoa, bonna > boa, Mattoso argumenta que embora exista uma nasal subjacente, as vogais são diferentes, por isso não nasalizam.
Para esse autor há dois tipos de nasalidade em português:a fonética ou alofnônica e a constrastiva. Para o argumento do arquifonema , /N/ na coda, o que vai interessar será a nasalidade constrativa ou fonêmica, aquela em que há distinção de significado, por exemplo:
cato – canto; lá – lã; capo – campo; mudo – mundo.
Para Mattoso a representação da nasalidade fonêmica desse segmento é bimorfêmica:
lã -  /laN/
1 - Ela perpassa pelo argumento da distribuição dos r:
a) em posição intervocálica há oposição entre tepe e vibrante: caro  - carro
b) entre vogal oral e nasal nunca aparece um tepe, só o r  múltiplo forte: tenra, honra. O tepe não aparece porque não é uma vogal nasal e sim uma vogal seguida de uma consoante nasal.
c) o tepe sempre aparece entre vogais, nunca em coda.
2 – Argumento da impossibilidade de hiato entre vogais orais e nasais:
boa < bona
bom < boa
*bõa
valentão
valentona
Ou cai a nasal e leva junto a nasalidade ou se introduz uma consoante nasal.
3 – Impossibilidade de crase entre vogal oral e nasal, sândi externo
A postônica final da primeira palavra se junta com a pretônica inicial da segunda palavra, pois ambas são orais (casa azul)
O mesmo não ocorre com (lã azul), pois há uma consoante nasal subjacente na palavra lã A postônica final da primeira palavra se junta com a pretônica inicial da segunda palavra.
A postônica final da primeira palavra se junta com a pretônica inicial da segunda palavra /laN /
4 – Argumento das proparoxítonas
Travamento silábico puxa o acento para si, em português não existe proparoxítona se a penúltima sílaba for travada ou pesada, como a nasalidade funciona como uma sílaba pesada o acento vai recair nessa sílaba:
Flamengo – penúltima sílaba pesada
plácido  - penúltima sílaba leve
Com base nesses argumentos, sempre que houver uma consoante nasal na coda, o arquifonema nasal deve ser representado. Esses argumentos justificam a configuração abaixo da estrutura silábica do português:         

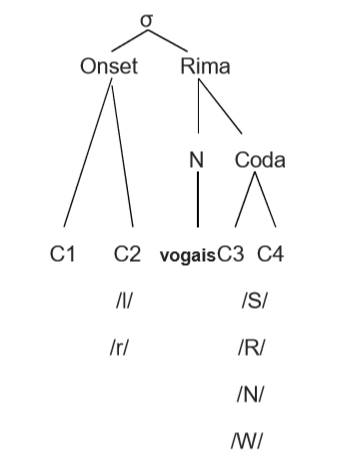
Esturura da sílaba em português

V - é
CV - casa
VC - arte
CVV - Paulo
CCVC - brando
CCV - plano
CVC - turma
CCVCC - transtorno
CCVVC – claustro
CVVC - caimbra
CVVV – Uruguai

## Poesia
No poema, a sílaba tônica é a sílaba de mais ênfase, a que se pronuncia mais forte, utilizada para classificar a métrica dos versos.

## Características diversas
Quanto à decomposição silábica das palavras, a sílaba é, na maioria dos casos, iniciada por uma consoante (se existir), terminando numa vogal. Na língua portuguesa existem, contudo, casos excepcionais:
- Emperrado = Em + per + ra + do

No caso acima, os R não ficaram unidos quando da separação das sílabas. A mesma regra se aplica para a letra S, quando dobrada.